# Ludwig Bachmann
Ludwig Bachmann (Kulmbach, 11 agosto 1856 – Monaco, 22 giugno 1937) è stato un biografo e storico tedesco, autore di numerose opere sulla storia degli scacchi.

## Biografia
Nel periodo 1897-1930 pubblicò una serie di annuari (Schachjahrbuch) con il resoconto degli eventi scacchistici di ogni anno: risultati di tornei, concorsi problemistici, notizie sui giocatori, ecc. Scrisse volumi con le partite più brillanti, spesso con i commenti degli stessi giocatori, manuali per principianti e opuscoli celebrativi per giubilei di circoli scacchistici.
Scrisse le biografie di Adolf Anderssen (Professor Adolph Anderssen, der langjährige Vorkämpfer deutscher Schachmeisterschaft, due volumi, Ansbach 1914; di Harry Nelson Pillsbury (Schachmeister Pillsbury), tre volumi, Ansbach 1930, ristampato in volume unico a Zurigo nel 1982; di Rudolf Charousek (Schachmeister Charousek).  La più notevole è quella sul primo campione del mondo, Wilhelm Steinitz: Schachmeister Steinitz, in quattro volumi (Ansbach, 1910-1921), ristampata in due volumi a Zurigo nel 1980.  
Tra le altre opere più importanti:  
- Aus vergangenen Zeiten (Dai tempi passati), in due volumi (Berlino, 1920)
- Das Schachspiel und seine historische Entwicklung (Il gioco degli scacchi e il suo sviluppo storico), Lipsia-Berlino 1920, tradotto in russo nel 1925.
- Die ersten Anfänge der Schachtheorie. Eine historische Skizze nach den neuesten Quellen (Gli inizi della teoria degli scacchi. Uno schizzo storico secondo le ultime fonti), Lipsia, 1926